# Дисковый затвор

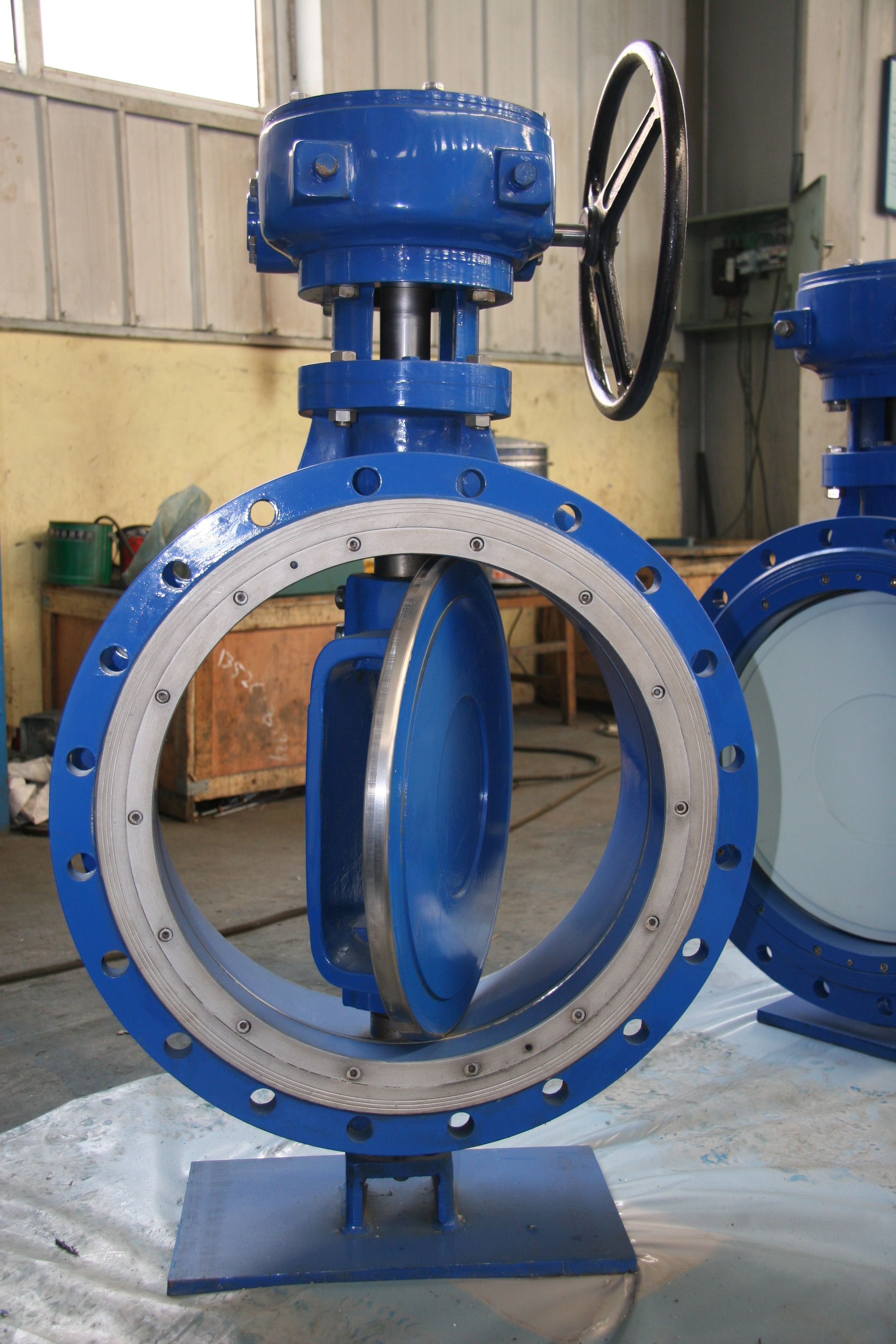
Типичный дисковый затвор с ручным штурвалом и редуктором.

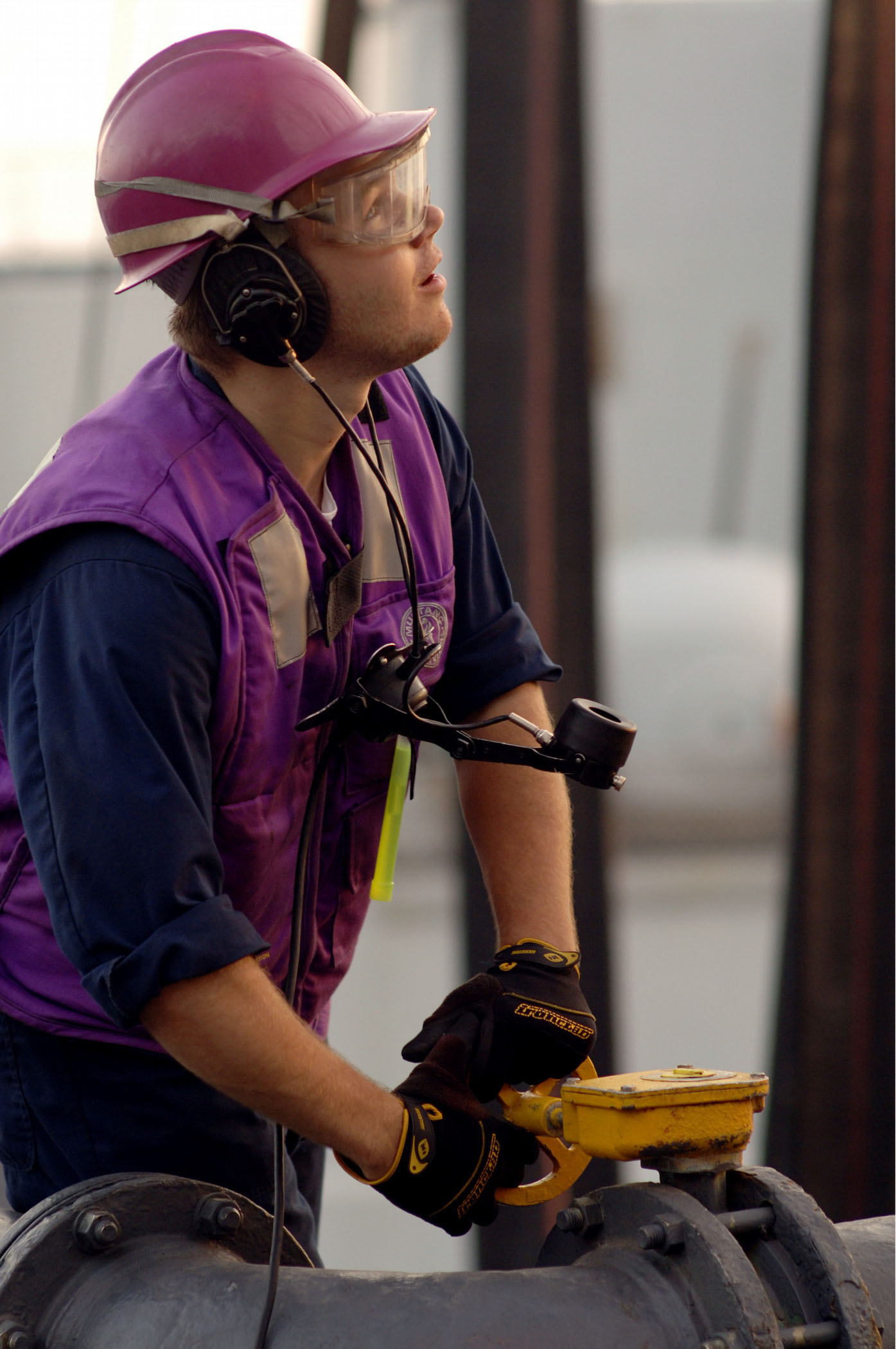
Небольшие размеры дисковых затворов делают их очень удобными для применения.

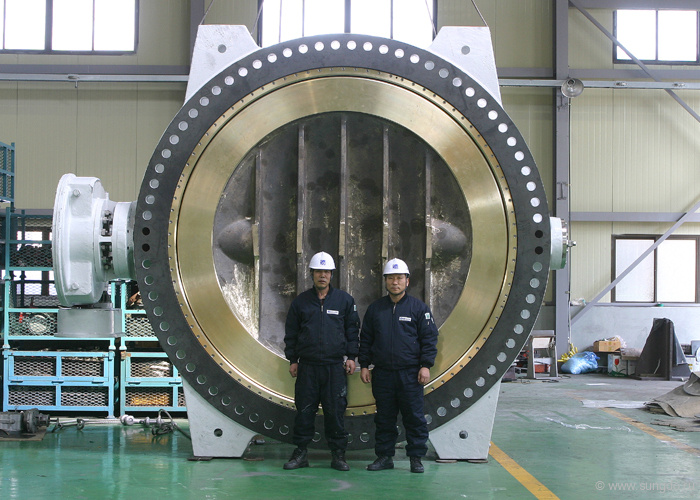
Современный дисковый затвор большого диаметра

Дисковый затвор — тип трубопроводной арматуры, в котором запирающий или регулирующий элемент имеет форму диска, поворачивающегося вокруг оси, перпендикулярной или расположенной под углом к направлению потока рабочей среды. Также эти устройства называют заслонками, поворотными затворами, герметичными клапанами, гермоклапанами. Наиболее часто такая арматура применяется при больших диаметрах трубопроводов, малых давлениях среды и пониженных требованиях к герметичности рабочего органа, в основном в качестве запорной арматуры.
В дисковых затворах запирающий элемент, то есть затвор, имеет форму диска, который может перекрывать проход рабочей среде через кольцевое седло в корпусе путём поворота (как правило на 90°) затвора вокруг оси, перпендикулярной направлению потока среды, при этом ось вращения диска может являться его собственной осью (осевые дисковые затворы) или же не совпадать с осью (эксцентриковые дисковые затворы). В связи с некоторой схожестью формы затвора с бабочкой, в англоязычных странах дисковые затворы носят название butterfly valve.

## Применение
- для систем водо- и теплоснабжения;
- в гидроэнергетике и гидротехнике;
- вентиляции и кондиционирования;
- газоснабжения и газораспределения;
- на спец. среды (абразивные среды, слабоагрессивные среды, бензин, морская вода и т. д.)
- для систем пожаротушения.

## Достоинства и недостатки
Дисковые затворы, как и шаровые краны, являются одними из самых современных и прогрессивных типов арматуры, обладающий многими важными достоинствами, среди которых:
- малые строительные длина и масса;
- простота конструкции, малое число деталей;
- относительная простота ремонта, возможность быстрой замены элементов уплотнения;
- возможность применения для больших диаметров трубопроводов.

Но имеются и недостатки, например:
- в положении «открыто» диск располагается в проходе корпуса, что ухудшает гидравлические характеристики и делает весьма затруднённой очистку трубопровода при помощи механических устройств[6][7].
- относительно большие (у кранов шаровых и задвижек моменты еще больше) крутящие моменты для управления затворами;

Класс герметичности «А» достигается не только на затворах с мягким седловым уплотнением, современные затворы с ламинарным уплотнением «металл по металлу» также имеют класс герметичности «А», в том числе при тестировании газом

## Устройство и принцип действия

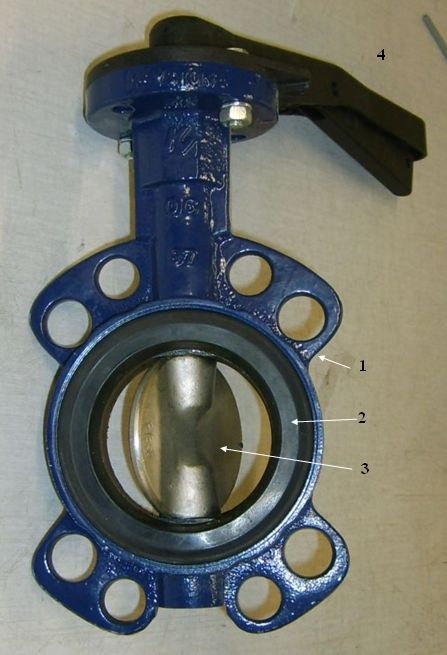
Небольшой затвор с плоским диском.

Дисковый затвор представляет собой короткий цилиндрический корпус (1), через который протекает рабочая среда. Внутри корпуса расположена подвижная часть, диск (3), имеющий возможность вращаться вокруг своей оси и таким способом, прижимаясь к уплотнительной поверхности корпуса (2), которая на поясняющем изображении выполнена с резиновым уплотнительным кольцом, перекрывать проход рабочей среды.

## Типы дисковых затворов
1. Поворотный, тип butterfly
2. Поворотный затвор с двойным эксцентриситетом (2-х эксцентриковый)
3. 3-х эксцентриковый дисковый поворотный затвор
4. 4-х эксцентриковый дисковый поворотный затвор
5. Дисковые затворы с электроприводом — обеспечивают автоматизацию управления потоком и могут использоваться в различных системах. Подробнее см. в статье Дисковые затворы с электроприводом.

## Различия в конструкциях

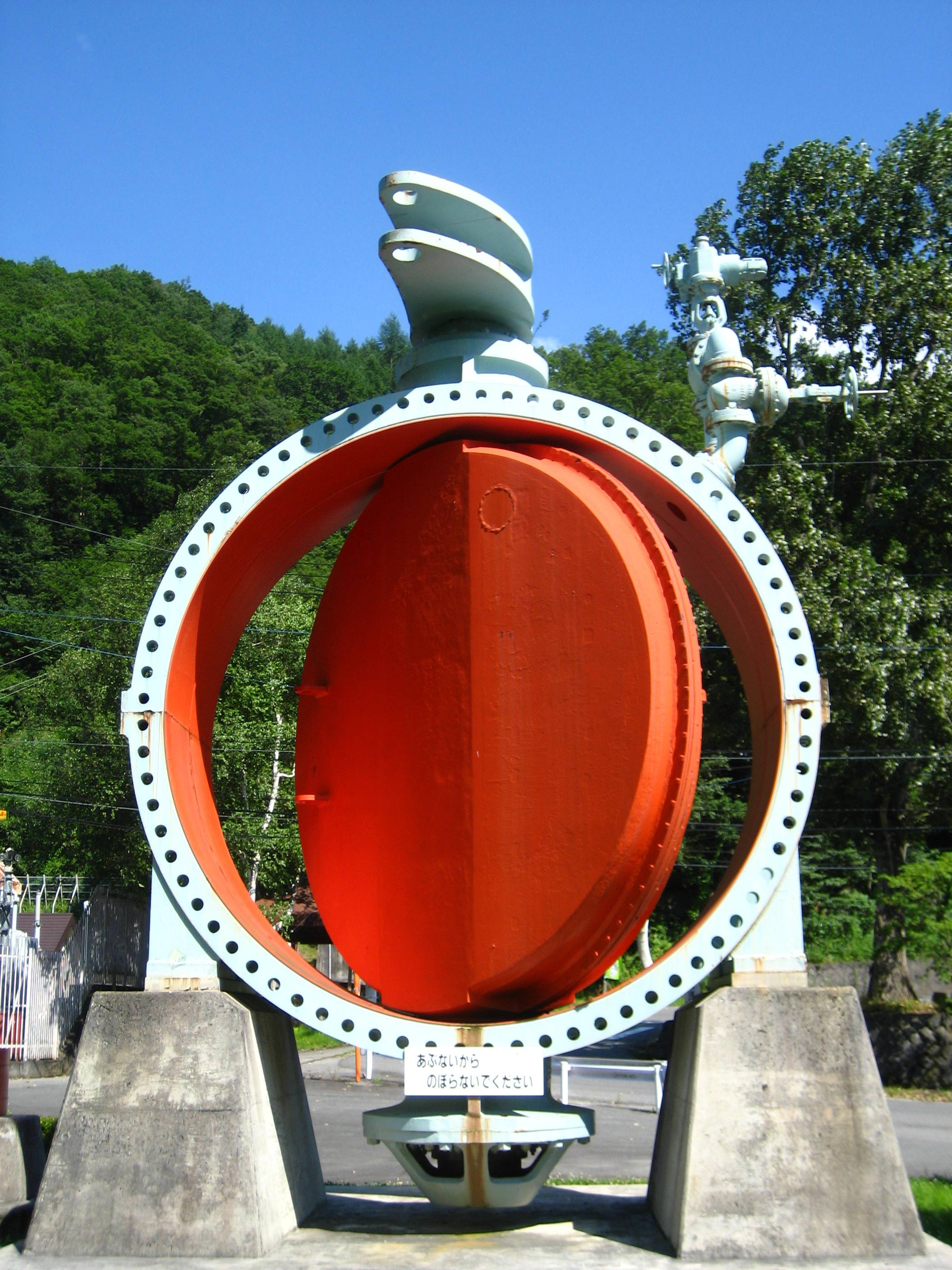
Крупный затвор с плоскоскошенным диском, использовавшийся на гидроэлектростанции в Японии.

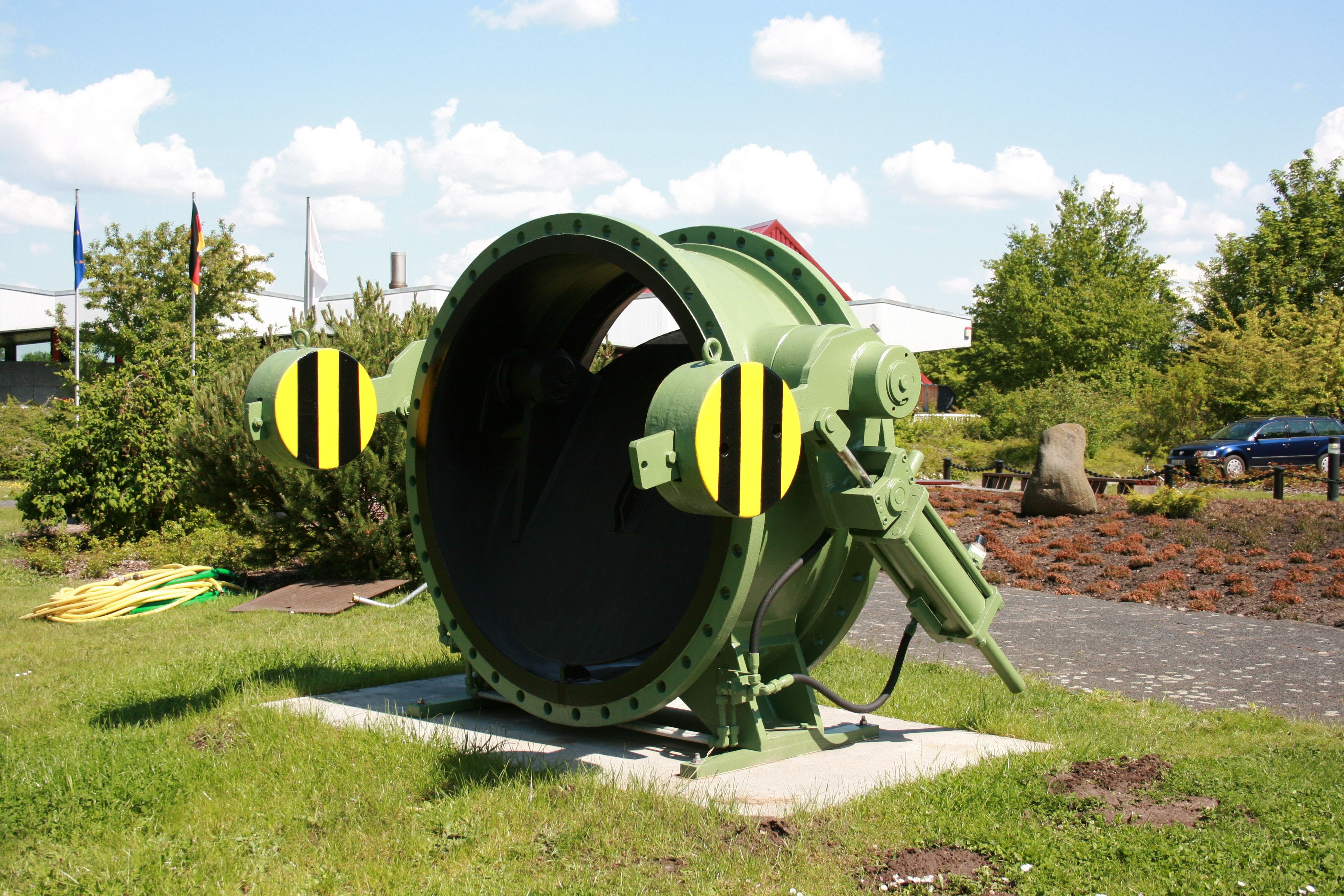
Большой дисковый затвор с поршневым пневмоприводом.

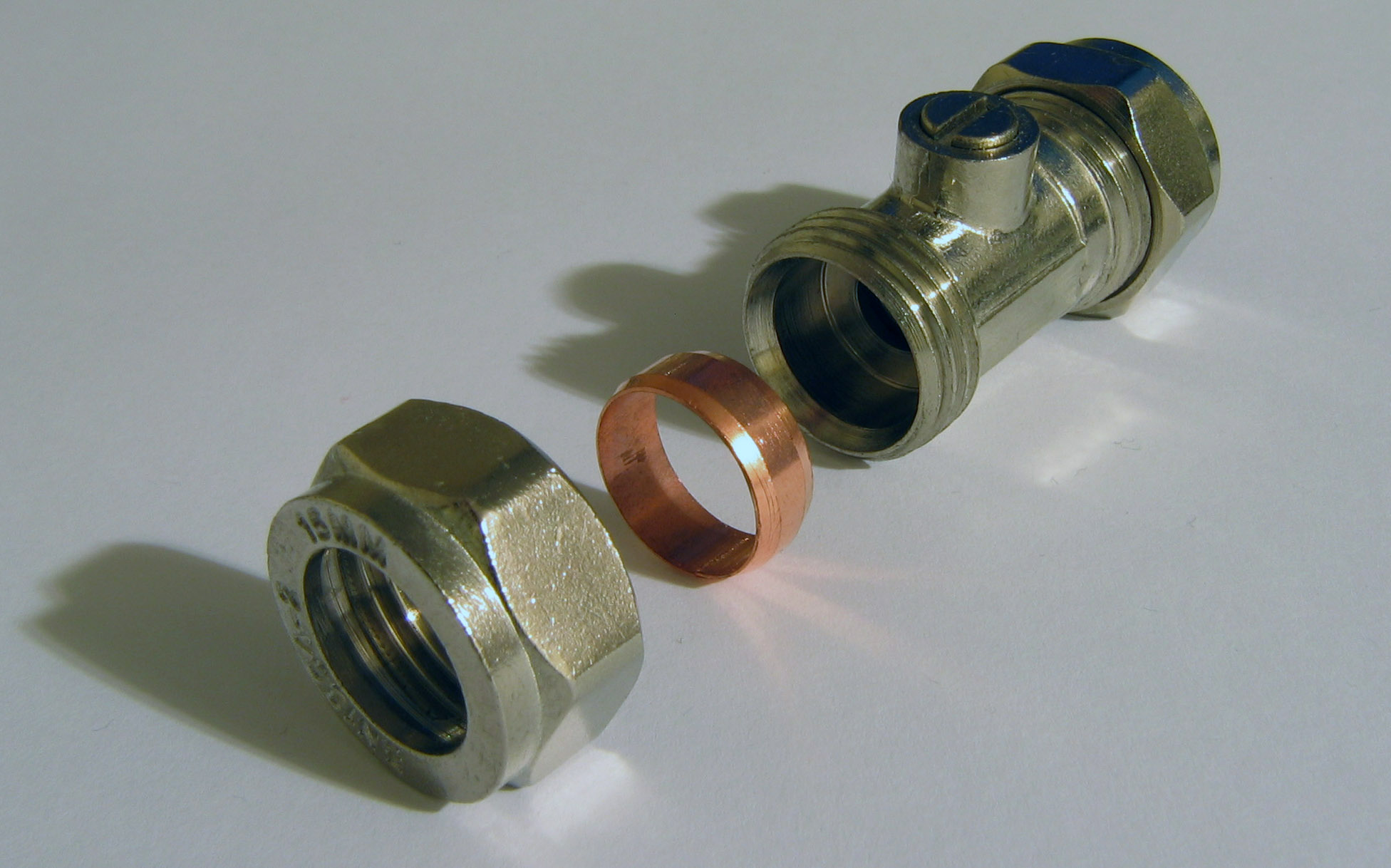
Герметичный клапан.

Затвором (подвижной частью запорного органа) этих устройств может быть плоский диск или двояковыпуклый (линзовый), чечевичного сечения.
Конструкция дисковых затворов даёт возможность применения их на различных рабочих средах с обеспечением защиты от коррозии и повышенного износа внутренних поверхностей корпуса и диска, для чего используются различные способы. Самым простым из них является изготовление этих деталей из нержавеющих сталей с уплотнением резиновым кольцом (если защита не требуется, детали изготавливаются из углеродистой или легированной стали, корпуса также из чугуна). Существуют также конструкции, внутренние полости которых защищены химически- и износостойкими покрытиями в виде эластомерных или резиновых вкладышей в корпусе и резиновых или полимерных покрытий диска, что заменяет собой дополнительные прокладки.
Присоединение затвора к трубопроводу чаще всего стяжное, то есть отверстия по краю корпуса арматуры пронизывают шпильки от одного фланца трубопровода до другого, что идеально подходит к конструкции устройства, в редких случаях затворы изготавливаются с собственными фланцами для соединения с обратными фланцами трубопровода.
Управление дисковыми затворами сходно с управлением шаровыми кранами, так как эти типы арматуры требуют для полного открытия поворота запирающего элемента на 90°. Оно осуществляется вручную (на больших диаметрах с маховиком и редуктором) или механизированно, с помощью однооборотных или (для больших диаметров) многооборотных электроприводов, а также поршневых пневмо- и гидроприводов.
Разновидностью дисковых затворов являются герметичные клапаны, применяемые для установки на трубопроводы малых диаметров для небольших давлений и на воздуховоды, также с небольшими давлениями.